# NGC 2486
NGC 2486 est une vaste galaxie spirale située dans la constellation des Gémeaux. NGC 2486 a été découverte par l'astronome allemand Albert Marth en 1864.

## Caractéristiques
Sa vitesse par rapport au fond diffus cosmologique est de 4 850 ± 14 km/s, ce qui correspond à une distance de Hubble de 71,5 ± 5,0 Mpc (∼233 millions d'al).
À ce jour, six mesures non basées sur le décalage vers le rouge (redshift) donnent une distance de 81,700 ± 19,217 Mpc (∼266 millions d'al), ce qui est à l'intérieur des valeurs de la distance de Hubble. Notons cependant que c'est avec la valeur moyenne des mesures indépendantes, lorsqu'elles existent, que la base de données NASA/IPAC calcule le diamètre d'une galaxie et qu'en conséquence le diamètre de NGC 2486 pourrait être d'environ 41,6 kpc (∼136 000 al) si on utilisait la distance de Hubble pour le calculer.
La classe de luminosité de NGC 2486 est I et elle présente une large raie HI.
Selon la base de données Simbad, NGC 2486 est une galaxie active de type Seyfert 2.

## Groupe de NGC 2487
NGC 2486 et NGC 2487 forment une paire de galaxies,, qui sont peut-être en interaction gravitationnelle, mais rien n'indique sur les photos une déformation de l'une ou l'autre des galaxies. NGC 2486 fait partie d'un groupe de galaxies d'au moins 4 membres, le groupe de NGC 2487. Outre NGC 2486 et NGC 2487, les deux autres galaxies du groupe sont NGC 2498 et UGC 4099.

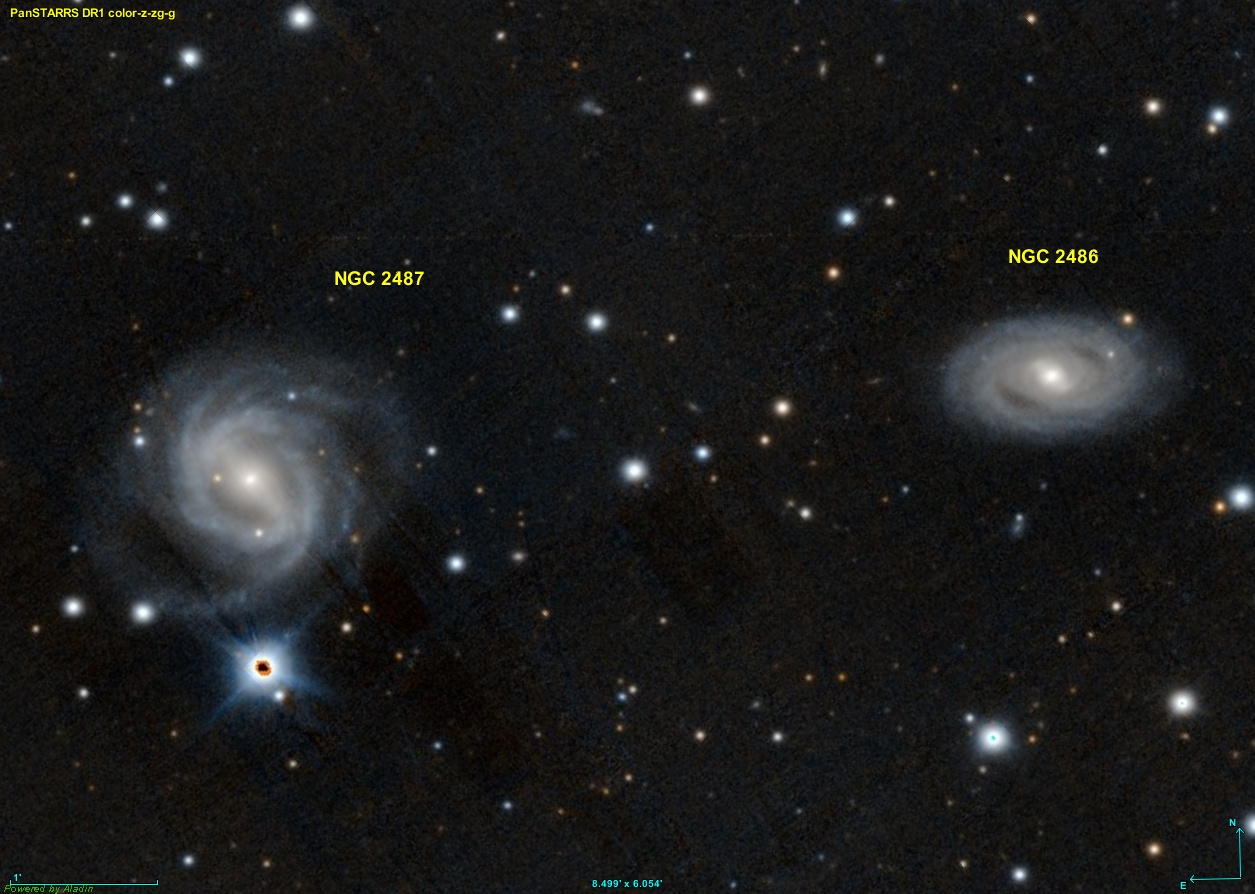
NGC 2486 et NGC 2487 forment une paire de galaxie, mais rien n'indique sur cette image une déformation de l'une ou l'autre.